# Juliet Wege
Juliet Ann Wege (1971, Australia Occidental) es una botánica australiana. Se graduó en 1992, y obtuvo su PhD en la Universidad de Australia Occidental en 1999. Trabaja como investigadora en el Herbario Estatal de Australia Occidental, dependiendo del Departamento de Ambientes y Conservación. Su principal área es la taxonomía y demás estudios de la familia Stylidiaceae.[cita requerida]
Durante 2005 a 2006 fue botánica australiana oficial de enlace en Royal Botanic Gardens, Londres, Inglaterra.

## Algunas publicaciones
- juliet a. Wege. 2009. Naming Stylidium (Stylidiaceae): an historical account, with specific reference to S. graminifolium and S. lineare. Telopea 12: 321–332

- ------------------. 2008. Stylidium perplexum (Stylidiaceae): a remarkable new triggerplant from south-west Western Australia. Nuytsia 18: 285–289

- ------------------. 2007. Allocasuarina hystricosa (Casuarinaceae) : a new species from south-west Western Australia, with notes on related species. Nuytsia 17: 403–414

- ------------------. 2007. Stylidiaceae: triggerplant and stylewort family. En: Flowering Plant Families of the World (por VH Heywood, RK Brummitt, A Culham et al.). Firefly, Londres. pp. 312–313

- ------------------. 2007. Proposal to conserve the name Stylidium affine against S. drummondii (Stylidiaceae). Taxon 56: 613–614

- ------------------. 1999. Morphological and Anatomical Variation Within Stylidium (Stylidiaceae): A Systematic Perspective. Editor Univ. of Western Australia, 159 pp.
- La abreviatura «Wege» se emplea para indicar a Juliet Wege como autoridad en la descripción y clasificación científica de los vegetales.[1]